# سبع عشري الأضلاع
| سباعي عشري منتظم    | سباعي عشري منتظم                            |
| ------------------- | ------------------------------------------- |
| سباعي عشري منتظم    |                                             |
| أضلاع ورؤوس         | 17                                          |
| رمز شليفلي          | {17}                                        |
| مخطط كوكستير-دينكين |                                             |
| مجموعة التناظر      | تناظر ثنائي السطوح (D17)                    |
| زاوية داخلية (درجة) | {\displaystyle \approx 158.82}°             |
| خصائص               | محدب، مضلع دائري، منتظم، رأسي، متعدي الحافة |

في الهندسة الرياضية، السَّبْعَ عَشَرِيّ هو مضلع له سبعة عشر (17) ضلعاً.
المضلع السبع عشري المنتظم هو مضلع قابل للإنشاء باستخدام إنشاءات الفرجار والمسطرة.
تحسب مساحة السباعي عشر المنتظم بدلالة طول ضلعه a بالعلاقة {\displaystyle {\frac {17}{4}}a^{2}\cot {\frac {\pi }{17}}}